# Código Internacional de Nomenclatura Zoológica
El Código Internacional de Nomenclatura Zoológica (conocido por sus siglas en inglés: ICZN) tiene como propósito fundamental proporcionar la máxima universalidad y continuidad de los nombres científicos de los animales compatibles con la libertad de los científicos para clasificar los animales según sus criterios taxonómicos (ICZN, 1999, Introducción). El Código reglamenta los nombres de los taxones de animales (reino Animalia) y de otros clados de eucariotas tradicionalmente considerados "protozoos".
El Código consta de Artículos (que son obligatorios) y Recomendaciones. Los Artículos se diseñaron para permitir a los zoólogos llegar a los nombres de los taxones que sean correctos en circunstancias taxonómicas concretas. El uso del Código permite a un zoólogo determinar el nombre válido de cualquier taxón al que pertenezca un animal en cualquier categoría de las jerarquías especie, género y familia (incluyendo subespecie, subgénero y categorías del nivel familia tales como subfamilia y tribu). El Código no regula enteramente los nombres de los taxones por encima del nivel familia (orden, clase, phylum) y no proporciona reglas para el uso por debajo de la categoría de subespecie (variedad, aberración, natio, etc.), ya que carecen de entidad taxonómica.

## Antecedentes históricos
La necesidad de la existencia de un Código Internacional de Nomenclatura Zoológica aceptado internacionalmente es consecuencia de la confusión de nombres que tuvo lugar en la literatura zoológica a partir de Carlos Linneo y a lo largo del siglo XIX, en parte debido al principio de autoridad, por el cual el nombre válido de una especie era el que le atribuía el máximo especialista en ese grupo.
El caos en la nomenclatura alcanzó tal dimensión que, en 1842 el paleontólogo inglés Hugh Strickland promovió la formación de un comité de expertos para crear un código de reglas que regulasen la nomenclatura zoológica, con miembros tan ilustres como Charles Darwin o Richard Owen. Este primer embrión del Código Internacional de Nomenclatura Zoológica, aparecido en 1843, se conoce como Código de Strickland.
A este primer código siguieron otros, dentro y fuera de Gran Bretaña. En el Momento de la celebración del Tercer Congreso Internacional de Zoología (Leiden, 1895) existían tres conjuntos de reglas nomenclaturales en uso, parcialmente incompatibles. En este congreso se planteó la necesidad de un consenso y nació la Comisión Internacional de Nomenclatura Zoológica con el objeto de reunir en un único código trilingüe unas reglas de nomenclatura aceptables para todos los zoólogos. El resultado de sus trabajos se publicó, después de numerosas vicisitudes, en 1905 con el título de Reglas Internacionales, siendo el primer Código Internacional de Nomenclatura Zoológica.
En 1961 se publicó la segunda edición del Código y en 1985 la tercera edición. En la actualidad la nomenclatura zoológica se rige por la cuarta edición del Código Internacional de Nomenclatura Zoológica, publicada en 1999 y que entró en vigor el 1 de enero de 2000, y del que hay, por primera vez, una versión en español autorizada oficialmente por la Comisión.

## Nomenclatura y taxonomía
La parte de la sistemática que se ocupa de la ordenación de los organismos en diferentes grupos llamados taxones es la taxonomía. La parte de la taxonomía en la que se regula la adjudicación precisa e inequívoca de los nombres asignados a los diferentes taxones es lo que denomina nomenclatura.
La unidad básica de la clasificación es la especie. El conjunto de especies con ciertas características comunes se agrupan en una categoría taxonómica de mayor jerarquía denominada género. El conjunto de géneros con características similares se agrupa en una categoría taxonómica de rango superior denominada tribu. El conjunto de tribus semejantes se agrupan en una misma familia. A su vez, las familias se agrupan en órdenes, éstos en clases y, a su vez, las clases en filos, troncos o tipos de organización.
Según las necesidades de clasificación pueden intercalarse otras categorías usan los prefijos super- (superfamilia, superclase), sub- (suborden, subespecie) o infra- (infraclase, infraorden).

## Nombres científicos
El Código Internacional de Nomenclatura Zoológica establece normas que afectan a los niveles especie, género y familia. El nivel especie incluye todos los taxones nominales de las categoría especie y subespecie (Art. 45.1); el nivel género abarca todos los taxones nominales de las categorías género y subgénero (Art. 42.1); el nivel familia incluye todos los taxones nominales de las categorías superfamilia, familia, tribu, subtribu, y cualquier otra categoría por debajo de superfamilia y por encima de género que se desee (Art. 35.1).
Para los niveles superiores existen diferencias según las distintas escuelas o países. Los niveles por debajo de subespecie no son contemplados por el Código, dado que proporcionar nombres científicos a cualquier variación fenotípica, práctica frecuente en algunos grupos (lepidópteros, coleópteros, etc.), se considera de nula utilidad científica.
Las normas establecidas por el Código deben ser asumidas y respetadas por todos los zoólogos, constituyendo algo parecido a una gramática que permita a todos hablar un mismo idioma científico universal.
La nomenclatura zoológica requiere que a los nombres científicos, independientemente de su origen lingüístico, se les asigne un nombre en latín, para lo cual se usan las 26 letras del alfabeto latino (incluyendo j, k, w, y) y las normas gramaticales de esa lengua. No pueden usarse signos diacríticos (acentos, diéresis, tildes, etc.). Por tanto la ñ española debe transformarse en n o en los dígrafos ni, ny o gn si se quiere conservar el sonido.

### Nombres uninomiales
Los nombres de los niveles familia y género son uninomiales, es decir, constan de una única palabra.

#### Nombres de nivel familia
Los nombres de nivel familia son plurales, deben iniciarse siempre con mayúscula y deben presentar terminaciones concretas para cada categoría, que son obligatorias y específicas de ellas, para que resulte fácil reconocer a qué categoría taxonómica pertenecen. Las terminaciones de las categorías del nivel familia son:
| Categoría    | Terminación | castellanización | ejemplos                 |
| ------------ | ----------- | ---------------- | ------------------------ |
| Superfamilia | -oidea      | -oideos          | Hominoidea (hominoideos) |
| Familia      | -idae       | -idos            | Hominidae (homínidos)    |
| Subfamilia   | -inae       | -inos            | Homininae (homininos)    |
| Tribu        | -ini        | -inis            | Hominini (homininis)     |
| Subtribu     | -ina        |                  | Hominina                 |

Si un autor utiliza otra categoría intercalada por conveniencia es libre de utilizar la terminación latina que desee, diferente de las obligatorias. Es frecuente utilizar, por ejemplo la terminación -itae para las supertribus.
Los nombres del nivel familia deben formarse obligatoriamente sobre la raíz del genitivo de un nombre del nivel género considerado válido y contenido en el taxón que se nombra. Así, tomando el género Homo, cuyo genitivo es Hominis, cuya raíz es Homin-, se forman todos los nombres del nivel familia vistos anteriormente (Homin-idae, Homin-inae, etc.). Formar estos nombres sobre el nominativo sería incorrecto.

#### Nombres de nivel género
Los nombres de nivel género son sustantivos singulares de dos o más letras, en caso nominativo. Deben estar adscritos a uno de los géneros gramaticales latinos (masculino, femenino o neutro) y deben escribirse siempre en un tipo de letra diferente al texto normal en que se encuentran, en cursiva cuando el texto está escrito en regular y regular cuando el texto está escrito en cursiva.
El género debe tener asociada al menos una especie, el nombre de la cual deberá concordar en género gramatical con aquel. El género gramatical es el que den los diccionarios usuales de latín y griego clásico. Es conveniente consultar tales diccionarios y no fiarse de las apariencias; así, Felis es femenino (y de ahí el nombre Felis marginata -no marginatus, que sería masculino), Lepisma es neutro y Sitona es masculino.
Los nombres subgenéricos se escriben entre paréntesis intercalados entre el nombre del género y el de la especie. Así, en Buprestis (Yamina) sanguinea, Buprestis es el género, Yamina es el subgénero y sanguinea es la especie (obsérvese que se usa letra cursiva siempre que se escribe un nombre de un género y especie).

### Nombres binomiales y trinomiales
Los nombres de los taxones de nivel especie son binomiales para la especie y trinomiales para la subespecie, es decir, formados por dos y tres palabras respectivamente.
Para los nombres de las especies, de las dos palabras citadas, la primera corresponde al nombre del género al que pertenece y se escribe siempre con la inicial en mayúscula; la segunda palabra es el nombre específico y debe escribirse enteramente en minúscula y debe concordar gramaticalmente con el nombre genérico. Así, en Mantis religiosa, Mantis es el nombre genérico, religiosa el nombre específico y el binomen Mantis religiosa es el "nombre científico", otorgado a cierta especie de insecto del orden Mantodea.
En el nombre científico asignado a las especies, el nombre específico nunca debe ir aislado del genérico ya que carece de identidad propia y puede coincidir en especies diferentes. Si se ha citado previamente el nombre completo y no cabe ninguna duda de a qué género se refiere, el nombre del género puede abreviarse a su inicial (M. religiosa).
Si una especie presenta dos o más subespecies, se formará un trinomen. Por ejemplo, Felis silvestris presenta numerosas subespecies, entre ellas Felis silvestris silvestris, el gato montés europeo y Felis silvestris catus, el gato doméstico. Nótese que si nos referimos en concreto al gato montés, debemos ustilizar el trinomen Felis silvestris silvestris, que significa Felis silvestris subespecie silvestris, por lo que repetir la palabra silvestris no es una redundancia.
Cuando se hace referencia a un taxón del nivel especie se recomienda indicar, tras el binomen o el trinomen, el nombre del autor (sin abreviar) que lo describió, y el año de su publicación, separados por una coma. Por ejemplo, Sparedrus lencinae Vázquez, 1988.
Si el descriptor de una especie la colocó en un género diferente del que se le asigna actualmente, su nombre y la fecha deben ir entre paréntesis. Así, el nombre científico de la tórtola común debe escribirse Streptopelia turtur (Linnaeus, 1758); con este paréntesis se indica que la especie citada no fue originalmente descrita dentro del género Streptopelia, en el cual actualmente se halla; en efecto, Carlos Linneo colocó esta especie en el género Columba cuando la describió.

## Principio de prioridad y sinonimia
Con frecuencia un mismo taxón posee más de un nombre, lo que puede crear mucha confusión entre la comunidad científica. El principio de autoridad utilizado antes de la aparición del Código Internacional de Nomenclatura Zoológica contribuyó a la proliferación de nombres y al uso interesado de los mismos por partidarios de este o de aquel zoólogo.
Tras la aparición del Código, todos los nombres científicos se rigen por el principio de prioridad. Según el mismo, el nombre válido de un taxón es el nombre más antiguo, el denominado «sinónimo más antiguo», mientras que todos los demás nombres de ese taxón se consideran inválidos, los denominados «sinónimos más modernos».

### Opinión 2027
Hay una excepción a esta regla, publicada por la ICZN en el año 2003, que hace que prevalezcan los nombres específicos de los animales silvestres frente a los nombres de los animales domésticos.

## Homonimia
Si dos taxones del mismo nivel tienen el mismo nombre son homónimos. En todos los casos debe aplicarse el Principio de Prioridad que otorga validez al nombre descrito en primer lugar respecto a los descritos posteriormente. La diferencia en una letra es suficiente para deshacer la homonimia (calidus que significa cálido en latín y callidus que significa hábil, no son homónimos).
Por lo que respecta el nivel género, hay que tener en cuenta que incluye las categorías taxonómicas género y subgénero y por tanto que nombres de ambas categorías pueden caer en homonimia.
Por ejemplo, Linneo (1758) denominó Bubo a un género de aves de la familia Strigidae; más tarde, Rambur (1842) describió el género Bubo, género de Insectos de la familia Ascalaphidae. Ambos nombres son del nivel género y entran en homonimia. McLachlan (1898) detectó la homonimia y creó el género Bubopsis —como nomen novum— para substituir el nombre más reciente (el de Rambur); por tanto, el nombre válido para ese género de insectos es Bubopsis McLachlan, 1898. En definitiva, no pueden existir dos nombre genéricos iguales en todo el reino animal. Por tanto, un zoólogo que describa un género nuevo para la ciencia debe asegurarse de que el nombre que elija no exista ya. Es, por tanto, relativamente fácil caer en la homonimia. Una herramienta útil a este respecto es el Nomenclator Zoologicus on line, que recoge más de 340.000 nombre de nivel género (géneros y subgéneros) del Reino Animal.
Por lo que se refiere al nivel especie, el sistema es el mismo, pero pueden darse casos más complejos, en que se dé homonimia y sinonimia a la vez. Por ejemplo:
La mosca azul común se ha denominado durante largo tiempo Calliphora erythrocephala (Meigen, 1826) y bajo este nombre se han publicado la mayoría de trabajos sobre fisiología de esta especie y especialmente algunos muy importantes sobre su metamorfosis.
De hecho, Meigen describió su especie bajo el nombre genérico de Musca, usado en un sentido amplio, linneano. Pero De Geer había descrito con anterioridad (1776) una Musca erythrocephala distinta de la mosca azul común. Dos especies diferentes tenían, pues, el mismo nombre (homónimos) y el Principio de Prioridad obligaba a que el nombre más reciente fuese cambiado. El nombre de Meigen, aunque hoy esté en otro género distinto de Musca debía ser por tanto rechazado. En tales casos, o se crea un nombre nuevo o se utiliza el sinónimo más antiguo de la especie en cuestión.
Si Calliphora erythrocephala (Meigen, 1826) no hubiese tenido sinónimos más recientes, el primer taxónomo que hubiera constatado la homonimia habría podido rebautizarla con un nombre escogido por él, por ejemplo, Calliphora meigeni o Calliphora rubrocapitata. Pero Robineau-Desvoidy había descrito en 1830 una Musca vicina que realmente era la misma especie que la de Meigen (la mosca azul común). Por tanto, la situación era la siguiente:
- 1776: Musca erythrocephala De Geer (no mosca azul)
- 1826: Musca erythrocephala Meigen (mosca azul)
- 1830: Musca vicina Robineau-Desvoidy (mosca azul)

El nombre de Meigen debía, según el Código, ser rechazado y reemplazado por el primer sinónimo válido, el de Robineau-Desvoidy:
- Calliphora vicina (Robineau-Desvoidy, 1830)

= Musca erythrocephala Meigen, 1826 (non De Geer, 1776).

## Tipos
Según el Código Internacional de Nomenclatura Zoológica, todo taxón de nivel especie debe tener al menos un ejemplar del mismo que sirva como elemento de referencia y comparación para otros zoólogos, que será el tipo o ejemplar típico de la especie o subespecie. El conjunto de ejemplares sobre la que se basa la descripción original del taxón se llama serie tipo o serie típica. Los tipos pueden ser ejemplares de cualquier sexo o fase de desarrollo (huevo, larva, adulto), completos o parciales, fósiles o no y, hasta 1930 una muestra de la obra de un animal (fósil o no), como una agalla o un rastro (icnofósil).
El Código reconoce los siguientes tipos:
- Sintipos. Todos los ejemplares de la serie tipo.
- Holotipo. Un ejemplar único, elegido entre los sintipos y designado explícitamente.
- Paratipos. El resto de ejemplares de la serie tipo, excluido el holotipo.
- Lectotipo. Si el autor de la descripción original no eligió un holotipo (práctica común hasta mediados de los años 40 o 50 del siglo XX), cualquier autor posterior debe designar explícitamente de entre los sintipos un ejemplar único que se convierte en el ejemplar típico de la especie, y que recibe el nombre de Lectotipo. Equivale al holotipo cuando no hubo designación original.
- Paralectotipos. El resto de ejemplares de la serie tipo, excluido el lectotipo. Equivalen a los paratipos cuando no hubo designación original.
- Neotipo. Un único ejemplar, designado explícitamente que sustituye al holotipo, al lectotipo o los sintipos perdidos. No tienen validez las designaciones de neotipos para taxones ampliamente conocidos y sin problemas taxonómicos que las justifiquen.
- Alotipo. Espécimen paratípico del sexo opuesto al del holotipo. Su uso está contemplado por el Código, sin embargo no tendrá los atributos formales de un holotipo (ver la recomendación 72A).

Todos los tipos deben rotularse adecuadamente con una etiqueta conspicua y custodiarse de forma especial por las personas o instituciones que los amparen, permitiendo su estudio a todos los zoólogos, ya que son patrimonio de la Zoología.